# Kocianovo kvarteto
Kocianovo kvarteto je české smyčcové kvarteto, které vzniklo v roce 1972.

## Historie a obsazení kvarteta
Založili jej v roce 1972 členové Symfonického orchestru hl. m. Prahy FOK. V listopadu 2005 převzalo kvarteto v Paříži cenu „Diapason d’or de l’année 2005“ za nejlepší komorní nahrávku roku. Kocianovo kvarteto se svým názvem se hlásí ke slavnému českému houslovému virtuosovi Jaroslavu Kocianovi (1883–1950). Od roku 2001 působí ve složení:
- Pavel Hůla a Miloš Černý – housle
- Zbyněk Paďourek – viola
- Václav Bernášek – violoncello